# Asamblea (1812)
La Chalupa Asamblea fue un buque destinado a la defensa de los accesos al puerto de Buenos Aires en los años que siguieron a la Revolución de Mayo.

## Historia
La chalupa Asamblea, artillada con un cañón de a 8, estaba a fines de 1812 asignada al servicio del puerto de Buenos Aires. El 1 de enero de 1813 el capitán de marina Martín Jacobo Thompson la puso a las órdenes del oficial comandante de Balizas Exteriores Ángel Hubac para ser destinada a la defensa de esa primera línea frente al puerto frente a la amenaza de la escuadrilla realista con base en Montevideo.

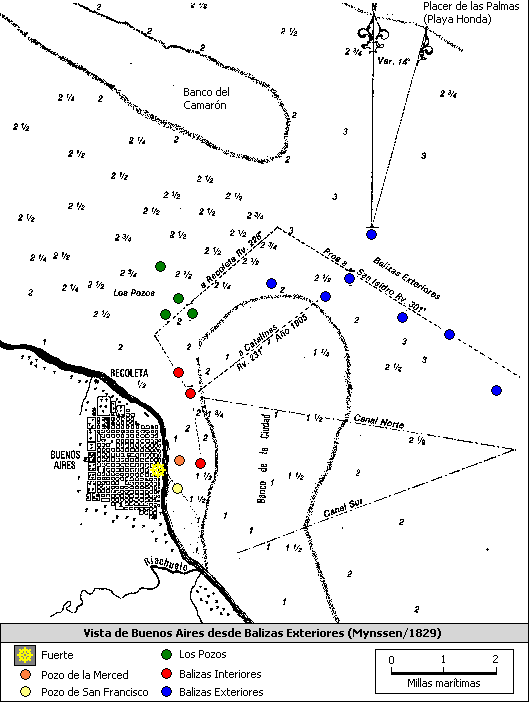
Buenos Aires.

Durante 9 meses patrulló el área costera comprendida entre Las Conchas y la Ensenada de Barragán al mando de Pedro Samuel Spiro. El 13 de septiembre de 1813 se hizo cargo del mando el patrón Alejo Sabona, perdiéndose toda referencia posterior.